# Frattura (geologia)

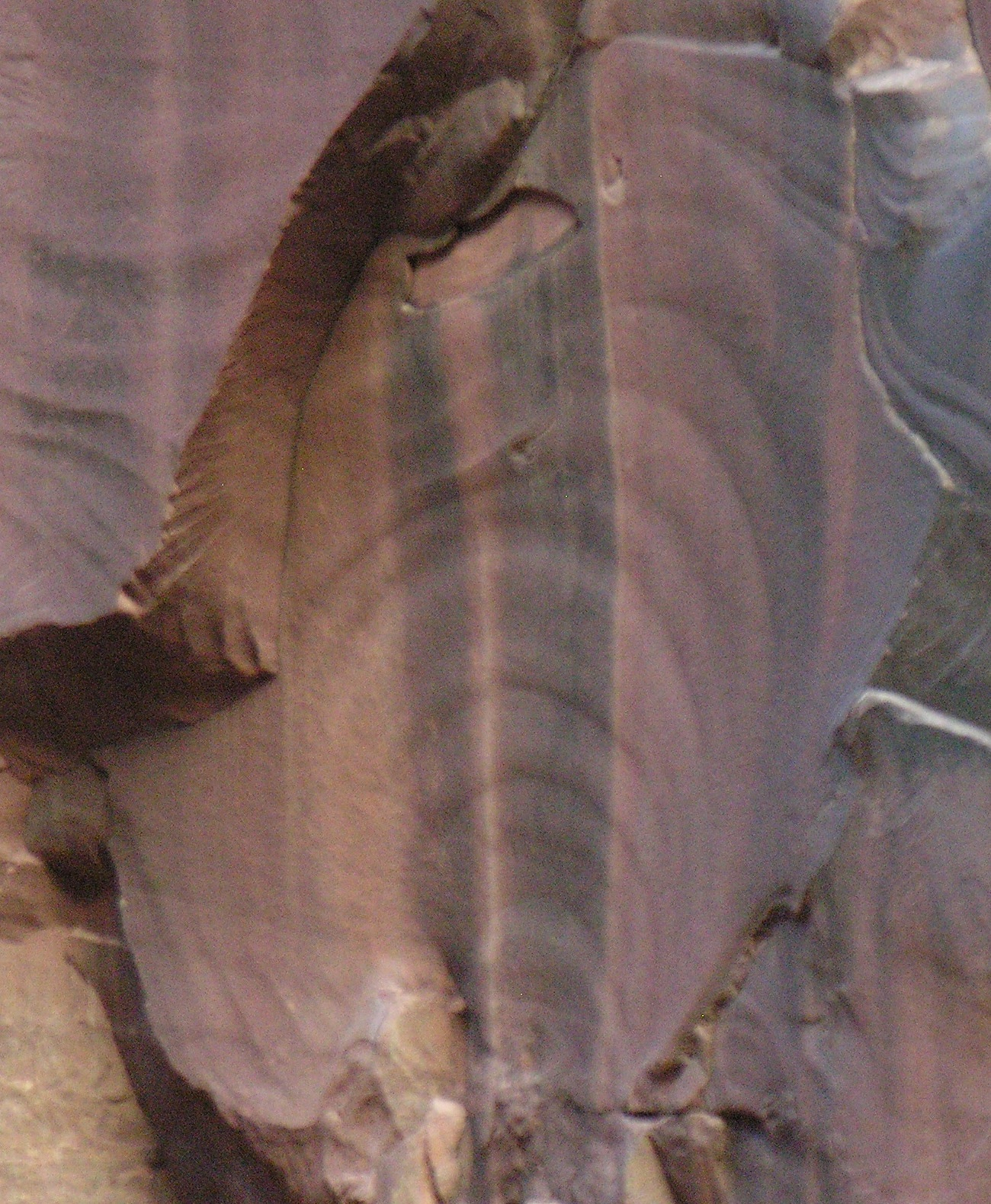
Struttura piumosa su una superficie di frattura nell'arenaria

In geologia il termine frattura indica una rottura di un corpo roccioso, che si verifica quando la tensione a cui è sottoposto eccede la resistenza oltre il punto di rottura.
Esistono due tipi di frattura: la diaclasi e la faglia, che a differenza della prima avviene con un movimento laterale nel piano della frattura (sopra, sotto o lateralmente) di una parte rispetto all'altra.
Le fratture possono verificarsi durante episodi di deformazione ogni volta che le tensioni differenziali sono abbastanza elevate da provocare un guasto nella roccia sottoposta a trazione.